# База флота Мускё
База ВМФ Мускё (швед.  Musköbasen) — подземная военно-морская база на острове Мускё, построенная для ВМС Швеции в 1950—1960-х годах. Один из крупнейших подземных комплексов в мире. Предназначалась для безопасного базирования подводных лодок и небольших надводных кораблей в условиях войны с применением ядерного оружия. В настоящее время законсервирована, частично используется как гражданская верфь и вспомогательная стоянка флота.

## История
В 1950-х основным потенциальным противником шведских вооружённых сил считался Советский Союз. Шведы опасались что в случае нового мирового конфликта, военные действия могут распространиться на их территорию — как это случилось во Вторую Мировую с нейтральными Данией и Норвегией.
Ввиду значительной протяжённости шведского побережья и близкого расположения большинства стратегических объектов к таковому, особая роль в оборонительных планах шведского командования всегда отводилась военно-морскому флоту. Швеция располагала значительными надводными и подводными силами, ориентированными на нанесение ударов по ударным соединениям, приближающимся к берегам страны.
Большую проблему представляло собой обеспечение развёртывания военно-морских сил в условиях войны (которую шведы рассматривали с высокой степенью вероятности как ядерную). Ввиду небольшого расстояния от Швеции до советской территории, шведские военно-морские базы на Балтике могли быть подвергнуты превентивному удару с применением ядерного оружия в случае начала военных действий.
С целью обеспечения возможности действий шведского флота в условиях ядерного конфликта, правительство в 1950 году приняло решение о создании защищённой от ядерного удара системы базирования и развёртывания. На тот момент, подобного можно было достигнуть созданием подземных комплексов, укрытых в толще скалы от поражающих факторов взрыва.

## Архитектура базы
Подземная база Мускё была построена на одноимённом острове в толще сплошной скалы. Общий объём извлеченной породы при строительстве превысил 1 500 000 кубических метров камня, что делает ВМБ Мускё одним из крупнейших заглубленных военных объектов в истории. Постройка комплекса продолжалась с 1950 по 1969 год и стоила в общей сумме около 294 миллионов шведских крон.
Основная структура базы состоит из трёх туннелей-доков, соединённых с акваторией Балтийского моря. Первый из них — двойной 145-метровый сухой док высотой около 40 метров, рассчитанный на базирование небольших надводных кораблей (ракетных катеров и корветов). Конструкция дока допускает герметизацию и осушение, для проведения осмотра и ремонта подводной части. Док соединён 250-метровым тоннелем с фарватером ВМБ.
Второй подземный тоннель представляет собой 150-метровый сухой док для субмарин, где может осуществляться обслуживание и ремонт подводных лодок. И третий док — 350-метровый неосушаемый тоннель-стоянка для нескольких подводных лодок одновременно. Все три дока крепости закрыты защитными противовзрывными дверями, способными выдержать сверхдавление атомного взрыва.
Внутренние помещения базы рассчитаны на постоянное размещение гарнизона из 1000 человек, включая экипажи стоящих в доках кораблей и технические подразделения. Комплекс представляет собой хорошо подготовленный судоремонтный завод, способный выполнять текущий ремонт и восстановление боевых повреждений.
Секции базы рассредоточены (во избежание разрушения всего комплекса одним ударом) и соединены между собой системой тоннелей общей протяжённостью более 20 километров. С материком базу соединяет проходящий под дном пролива Мускё трёхкилометровый тоннель.

## Эксплуатация

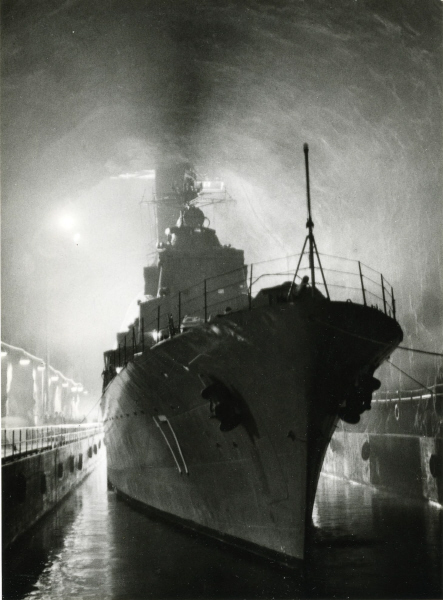
Эсминец «Упланд» проходит по входному тоннелю

База была официально введена в эксплуатацию в 1969 году, хотя развёртывание военных кораблей на ней началось двумя годами ранее. На базе могли размещаться практически любые единицы шведского флота (за исключением крейсеров), включая эскадренные миноносцы типа «Халланд», водоизмещением около 3400 тонн.
В 2004 году, в связи с сокращением военно-морского бюджета и снижением международной напряжённости после окончания холодной войны, база Мускё была законсервирована. В настоящее время на базе располагается лишь небольшой гарнизон, занятый охраной и обслуживанием комплекса. Судоремонтные доки переданы в аренду гражданским корпорациям и используются как ремонтные мощности. Шведский флот периодически проводит учения с заходом кораблей на территорию базы, поддерживая возможность её эксплуатации на случай изменения международной обстановки.
В связи с позицией шведских властей о том, что "угроза со стороны России" выросла, осенью 2019 года командование ВМС Швеции было возвращено на базу Мускё. Восстановление и модернизация после длительного периода консервации потребует несколько лет, по некоторым оценкам командный центр будет полностью укомплектован только к 2021-2022 году.